# Championnat de Roumanie de football 1955
Navigation
Saison précédente Saison suivante
La saison 1955 du Championnat de Roumanie de football était la 38e édition de la première division roumaine. Le championnat rassemble les 13 meilleures équipes du pays au sein d'une poule unique, où chaque club rencontre tous ses adversaires 2 fois, à domicile et à l'extérieur. À partir de cette saison, le club vainqueur du championnat se qualifie pour la Coupe d'Europe des clubs champions.
C'est le club du Dinamo Bucarest qui termine en tête du championnat et qui remporte le premier titre de champion de Roumanie de son histoire.

## Les 13 clubs participants
| - Dinamo Bucarest - Avantul Reghin - Promu de Divizia B - Flacăra Ploiești - CCA Bucarest - FC Progresul Bucarest - Promu de Divizia B - Flamura Roșie Arad - Dinamo Brașov | - Locomotiva Timișoara - Știința Timișoara - Locomotiva Constanța - Promu de Divizia B - Locomotiva Târgu Mureș - Minerul Petroșani - Știința Cluj |

## Compétition

### Classement
Le classement est établi en utilisant le barème suivant :
- Victoire : 2 points
- Match nul : 1 point
- Défaite, forfait ou abandon : 0 point

| Rang | Équipe                   | Pts | J  | G  | N | P  | Bp | Bc | Diff |
| ---- | ------------------------ | --- | -- | -- | - | -- | -- | -- | ---- |
| 1    | Dinamo Bucarest          | 37  | 24 | 15 | 7 | 2  | 42 | 19 | +23  |
| 2    | Flacăra Ploiești         | 34  | 24 | 14 | 6 | 4  | 46 | 20 | +26  |
| 3    | Progresul Bucarest (P)   | 33  | 24 | 13 | 7 | 4  | 39 | 22 | +17  |
| 4    | Știința Timișoara        | 27  | 24 | 10 | 7 | 7  | 47 | 30 | +17  |
| 5    | Flamura Roșie Arad (T)   | 26  | 24 | 10 | 6 | 8  | 35 | 28 | +7   |
| 6    | CCA Bucarest (C)         | 23  | 24 | 8  | 7 | 9  | 38 | 26 | +12  |
| 7    | Știința Cluj             | 23  | 24 | 8  | 7 | 9  | 27 | 35 | -8   |
| 8    | Minerul Petroșani        | 22  | 24 | 8  | 6 | 10 | 26 | 33 | -7   |
| 9    | Dinamo Brașov            | 22  | 24 | 8  | 6 | 10 | 30 | 39 | -9   |
| 10   | Locomotiva Timișoara     | 21  | 24 | 7  | 7 | 10 | 29 | 36 | -7   |
| 11   | Locomotiva Târgu Mureș   | 20  | 24 | 6  | 8 | 10 | 26 | 33 | -7   |
| 12   | Locomotiva Constanța (P) | 15  | 24 | 5  | 5 | 14 | 19 | 45 | -26  |
| 13   | Avântul Reghin (P)       | 9   | 24 | 3  | 3 | 18 | 19 | 57 | -38  |

|  | Qualifié pour la Coupe des clubs champions 1956-1957 |
|  | Relégation en Divizia B                              |

## Bilan de la saison
| Tableau d'Honneur                   |                 |
| Compétition                         | Vainqueur       |
| Championnat de Roumanie de football | Dinamo Bucarest |
| Coupe de Roumanie de football       | CCA Bucarest    |

| Promotions et relégations |                                                            |
| Promus en Divizia A       | Dinamo Bacău Progresul IC Oradea Locomotiva Bucarest       |
| Relégués en Divizia B     | Locomotiva Târgu Mureș Locomotiva Constanța Avântul Reghin |